# Якоб Нильсен (граф Северного Халланда)
Якоб Ни́льсен, граф Северного Ха́лланда (дат. Jacob Nielsen, greve af Nordhalland; 1250 — ок. 1309) — датский аристократ, сын Нильса, графа Северного Халланда.

## Биография
Якоб Нильсен был сыном Нильса, графа Северного Халланда и Сесилии Йенсдаттер Гален. После смерти его отца в 1251 году его мать дважды выходила замуж и его отчим Андерс Мундскенк служил дегустатором и виночерпием при дворах королей Кристофера I и Эрика V. В 1266 году он попал в опалу и был заключён в тюрьму. Вероятно, что это было связано с тем, что Андерс выступал в защиту пасынка.
В 1283 году в правление короля Эрика V получил титул графа Северного Халланда. В 1285 году он принёс присягу королю Норвегии Эйрику II Магнуссону, который посвятил его в рыцари. В 1287 году после убийства Эрика V Якоб был объявлен вне закона. В Халланде он построил крепости Хунехальс и Варберг. 
В 1305 году король Хакон V конфисковал земли Якоба в государственную казну. Затем король передал эти земли своему зятю Эрику Магнуссону. Дальнейшая судьба Якоба неизвестна, вероятно он умер около 1309 года.